# Redinghaus

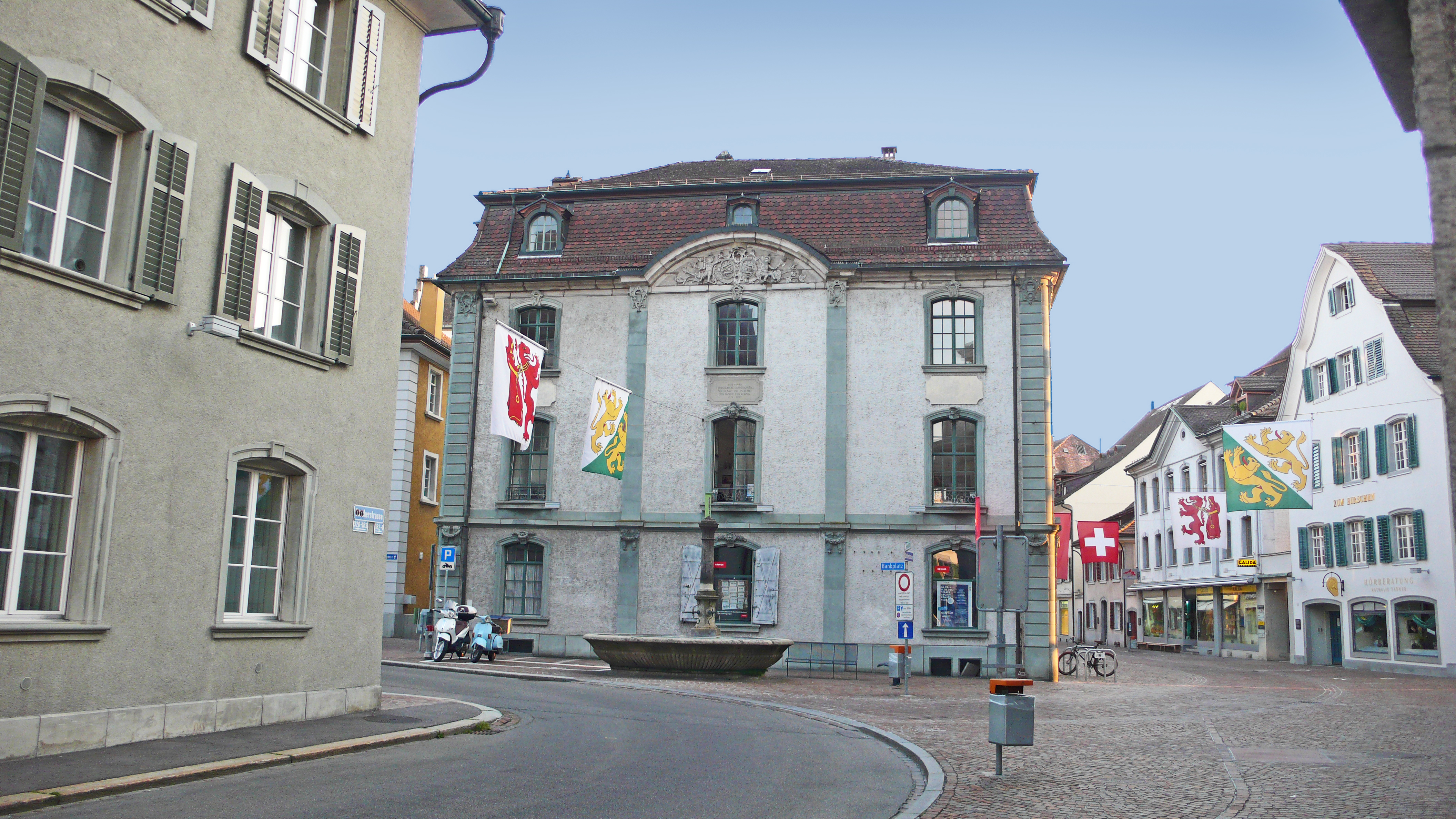
Das Redinghaus

Das Redinghaus ist ein 1771 erbauter, repräsentativer Bau an der Zürcherstrasse Nr. 180 in Frauenfeld. Es diente als Regierungsgebäude des Kantons Thurgau und befindet sich heute im Besitz der Stadt Frauenfeld. Seinen Namen erhielt es von der Familie Reding von Biberegg, die im 17. und 18. Jahrhundert eine Reihe von Landschreibern stellte.

## Geschichte
Das Redinghaus wurde von Landschreiber Joseph Ludwig Nikolaus von Reding, Spross einer Frauenfelder Landschreiber-Dynastie, erbaut, nachdem die alte Landeskanzlei (Landschreiberei) an der Vordergasse im Stadtbrand vom 19. Juli 1771 zerstört worden war. Es verblieb in Familienbesitz, wurde 1807 zum Regierungsgebäude des Kantons Thurgau und 1867 wieder an private Besitzer verkauft. Am 3. Januar 1868 erwarb der Frauenfelder Eisenhändler J. Conrad Keller das Gebäude, das bis ins Jahr 1981 die Eisenhandlung der Familie Keller beherbergte. 2005 ging es als Schenkung an die Stadt Frauenfeld über, die es als Geschäfts- und Wohnhaus vermietet.

## Architektur
Das 1974 unter Denkmalschutz gestellte Redinghaus ist ein Werk des bedeutenden Luzerner Architekten Joseph Purtschert. Das dreigeschossige Palais ist im spätbarocken Stil erbaut. Es überzeugt durch seine streng proportionierten Fassaden, unter anderem mit zwei bogenförmigen Giebelfeldern mit plastischem Schmuck und einem aufwendig ausgeführten Hauptportal. Vor 1798 diente es als Landschreiberei. Im Archiv liest man noch heute an einem Gewölbebogen das Chronogramm: TVNC LVES AC ARDOR MOTVS ET PENVRIA TERRAE (Damals (wüteten) Seuche, Brand, Erdbeben und Teuerung). Es ergibt die Jahreszahl 1771. Erhalten ist auch die Eisentür und das vergitterte Fenster der ehemaligen Landeskanzlei.